# شیمی میزبان–مهمان

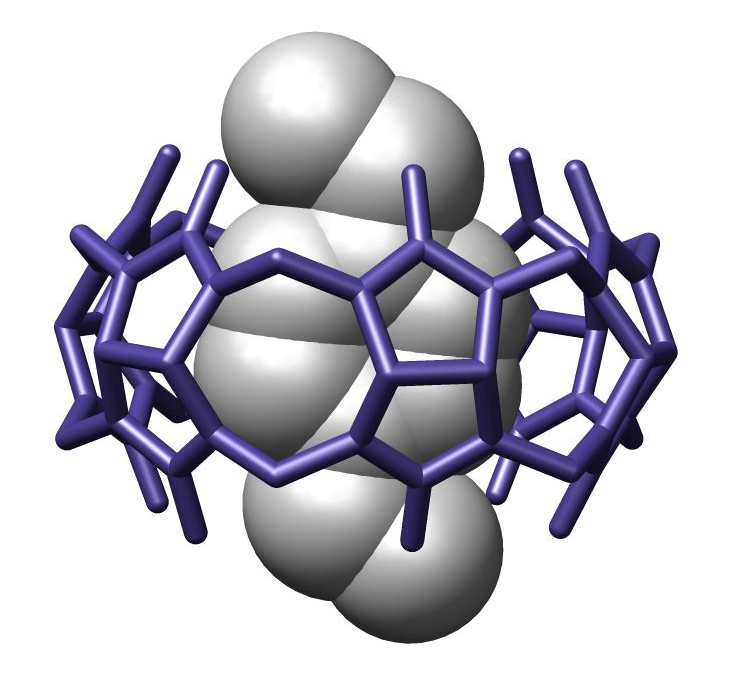
ساختار بلوری یک کمپلکس میزبان-مهمان شامل یک p-زایلیلن‌دی‌آمونیوم که توسط یک کیوکوربیت‌اوریل محاصره شده‌است.

در شیمی فرامولکولی، شیمی میزبان–مهمان کمپلکس‌هایی را توصیف می‌کند که از دو یا چند مولکول یا یون تشکیل شده‌اند که در روابط ساختاری منحصر به فردی توسط نیروهایی غیر از پیوندهای کووالانسی کامل با هم نگه داشته شده‌اند. شیمی میزبان–مهمان شناخت مولکولی و برهمکنش‌های ناشی از پیوند غیرکووالانسی را در بر می‌گیرد. پیوند غیرکووالانسی در حفظ ساختار سه بعدی مولکول‌های بزرگ مانند پروتئین‌ها، نقشی اساسی دارد و در بسیاری از فرآیندهای زیستی که در آن مولکول‌های بزرگ به‌طور خاص اما گذرا به یکدیگر متصل می‌شوند، نقش دارد.
برهمکنش‌های غیرکووالانسی را می‌توان تقریباً به دو دسته تقسیم کرد، آن‌هایی که اثرالکترواستاتیکی در آن غالب است و آن‌هایی که اثر پراکندگی در آن غالب است. برخی از پیوندهای غیر کووالانسی عبارتند از: پیوند یونی، پیوند هیدروژنی، نیروهای واندروالسی و برهم‌کنش‌های آبگریز.